# MTV Unplugged (Shakira)
MTV Unplugged è il primo album dal vivo della cantante colombiana Shakira, pubblicato il 29 febbraio 2000 dalla Sony Music Latin.

## Descrizione
Il disco è totalmente tratto da un'esibizione di Shakira nell'ambito del formato televisivo MTV Unplugged. Esso contiene in versione dal vivo tutti i grandi successi in spagnolo che nel giro di quattro anni (1995-1999) hanno reso celebre la cantante in America Latina, Spagna, Portogallo e negli Stati Uniti d'America.
L'album ha riscosso un grande successo di vendite raggiungendo cinque milioni di copie vendute ed ha vinto un Grammy Award al miglior album pop latino nell'edizione 2001.

## Tracce
1. Octavo día – 6:21 (Lester Mendez, Shakira)
2. Si te vas – 3:40 (Luis Fernando Ochoa, Shakira)
3. Dónde están los ladrones? – 3:32 (Luis Fernando Ochoa, Shakira)
4. Moscas en la casa – 3:52 (Shakira)
5. Ciega, sordomuda – 4:09 (Shakira, Estéfano)
6. Inevitable – 3:39 (Luis Fernando Ochoa, Shakira)
7. Estoy aquí – 4:58 (Luis Fernando Ochoa, Shakira)
8. Tú – 5:22 (Dillon O'Brien, Shakira)
9. Sombra de ti – 4:07 (Luis Fernando Ochoa, Shakira)
10. No creo – 4:08 (Luis Fernando Ochoa, Shakira)
11. Ojos así – 6:50 (Javier Garza, Pedro Flores, Shakira)

## Formazione
- Shakira - voce, chitarra, armonica a bocca
- Ricardo Suarez - basso
- Brendan Buckley - batteria, percussioni
- Luis Fernando Ochoa - chitarra
- George Noriega - chitarra, cori
- Tim Mitchell - chitarra, chitarra a 12 corde, mandolino
- Ben Peeler - bouzuki, dobro, lap steel guitar, mandolino
- Albert Sterling Mendez - pianoforte, organo Hammond, wurlitzer, fisarmonica
- Pedro Alfonso - violino
- Donna Allen - cori
- Rita Quintero - cori

## Classifiche
| Classifica (2000-02) | Posizione massima |
| -------------------- | ----------------- |
| Austria              | 55                |
| Germania             | 91                |
| Paesi Bassi          | 81                |
| Stati Uniti          | 124               |